# Ammonoidea
Amonoidele (Ammonoidea), cunoscute și ca amoniți reprezintă o subclasă de moluște cefalopode dispărute care au trăit în mediul marin între devonian și cretacic. Datorită evoluției rapide a amoniților și a răspândirii lor la nivel mondial s-a putut observa cu precizie, prin datarea rocilor și prin biostratigrafie, răspândirea lor geografică și biozonele în care au trăit. Aceste moluște sunt mai apropiate genetic de coleiode (cum sunt caracatița și calmarul) decât de speciile asemănătoare ca aspect din genul Nautilus Douvilleiceras.